# Isaac Shamir
Isaac Shamir (en hebreo: יִצְחָק שָׁמִיר‎, Yitzhak Shamir) (15 de octubre de 1915-30 de junio de 2012) fue un abogado y político israelí que ocupó el cargo de primer ministro de Israel en los periodos 1983-1984 y 1986-1992.

## Biografía
Icchak Jaziernicki (más tarde Isaac Shamir) nació en Ruzhinoy, actual Bielorrusia en el Imperio ruso y realizó sus estudios en un colegio hebreo en Bialystok, Polonia. A sus 14 años, en 1929, se unió al Beitar, movimiento juvenil sionista revisionista fundado por Zeev Jabotinsky. En 1932 se trasladó a Varsovia donde se licenció en Derecho en la Universidad de Varsovia para realizar en 1935 aliyá a Eretz Israel donde se matriculó para estudiar en la Universidad Hebrea de Jerusalén.
Ese mismo año hebraizó su apellido a Shamir. La decisión de realizar la aliyá le salvó la vida, ya que la mayoría de su familia, incluyendo sus padres, perecieron en los campos de exterminio nazis durante el Holocausto.
En 1944 se casó con Shulamit Shamir (nacida Sarikah Levi), a quien conoció en un campo de detención. Shulamit emigró al Mandato desde Bulgaria en 1941 y fue enviada al campo de detención por entrar al territorio de forma ilegal. Tuvieron dos hijos, Yair y Gilada. Shulamit murió el 29 de julio de 2011.

### Mandato Británico
Shamir fue miembro de la organización Irgún, una agrupación que se oponía al control británico del sur del Levante en la forma del Mandato británico de Palestina, establecido por la Sociedad de Naciones en un cambio de política con respecto a la Declaración de Balfour. En 1940 abandonó el Irgún para militar en Lehi. Tras la muerte del líder de la organización, Abraham Stern, en 1942 el Lehi cesó las operaciones de resistencia. En 1943 Shamir reactivó la organización y fue miembro del triunvirato dirigente de la misma, junto a Nathan Yellin-Mor y Eldad Israel, que ordenó numerosos atentados y asesinatos, entre otros el del conde Folke Bernadotte, mediador de paz de la ONU.
El 2 de agosto de 1946 fue arrestado en las redadas que siguieron al atentado al Hotel Rey David cometido por el Irgún, siendo Shamir deportado a Eritrea, para posteriormente escapar en enero de 1947 y refugiarse en Francia, desde donde regresó tras la Declaración de independencia de Israel en 1948. Tras la creación del Estado de Israel, el Lehi y otras fuerzas paramilitares se integraron en las Fuerzas de Defensa de Israel.

### Estado de Israel

#### Inteligencia
Tras la Guerra de Independencia de Israel, Shamir ingresó en el servicio de inteligencia exterior del Mossad en 1955, donde sirvió hasta 1965. 

#### Política
En 1969, Shamir se unió al Herut, partido político encabezado por Menájem Beguín y fue elegido por primera vez como diputado del Knesset en 1973 como miembro del Likud. Fue nombrado presidente del Knesset en 1977 y ministro de Relaciones Exteriores de Israel en 1980, sucediendo a Begin como primer ministro en 1983, cuando este último se retiró.

#### Primer ministro de Israel

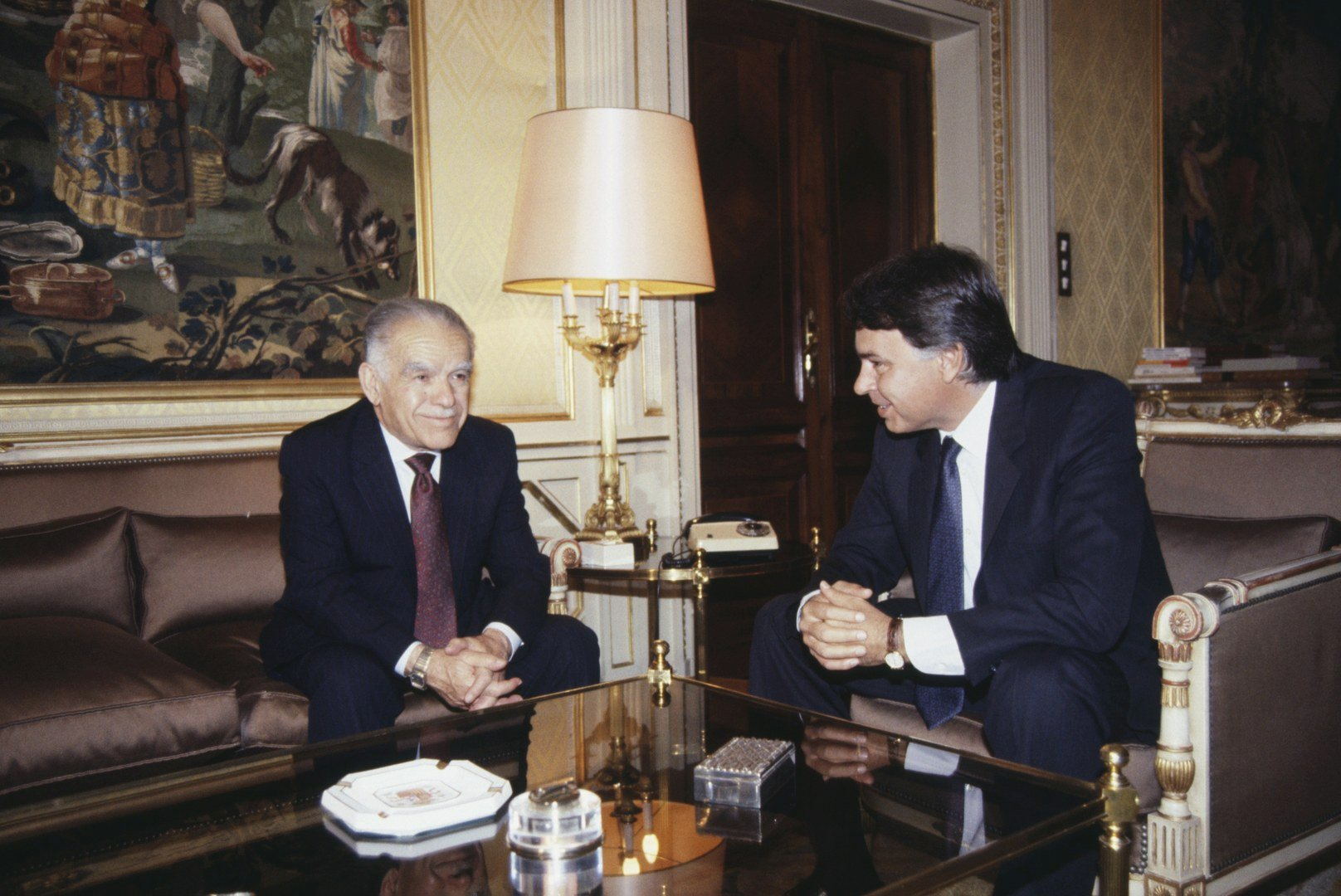
Fotografiado en 1989 con Felipe González en La Moncloa.

Shamir tenía reputación como político de línea dura en el Likud. En 1977 presidió la Knesset durante la visita del presidente egipcio Anwar Sadat. Se abstuvo en la votación de la Knesset para aprobar los Acuerdos de Camp David y el Tratado de Paz con Egipto. En 1981 y 1982, como Ministro de Relaciones Exteriores, dirigió las negociaciones con Egipto para normalizar las relaciones después del tratado. Tras la Guerra del Líbano de 1982, dirigió las negociaciones que llevaron a los acuerdos con Líbano.
Durante su mandato se restablecieron las relaciones diplomáticas entre Israel y varias docenas de países de África, Asia, etc. Continuó sus esfuerzos, iniciados a finales de 1960, para que los refugiados judíos soviéticos emigrasen a Israel. En mayo de 1991, como el gobierno etíope de Mengistu Haile Mariam se estaba derrumbando, Shamir ordenó el urgente traslado aéreo de catorce mil judíos etíopes, conocido como Operación Salomón.

## Premios y reconocimientos
En 2001 Shamir recibió el Premio Israel por sus logros y contribuciones a la sociedad y al Estado de Israel. y en 2005, fue votado como la 29ª personalidad israelí más importante de todos los tiempos.
Después de sufrir durante años de la enfermedad de Alzheimer, falleció el 30 de junio de 2012 a los 96 años de edad.